# Joseba Segura Etxezarraga
Joseba Segura Etxezarraga (Bilbao, 10 de mayo de 1958) es un sacerdote católico, economista, psicólogo y teólogo español; obispo auxiliar y obispo diocesano de Bilbao, sucesivamente.

## Biografía

### Primeros años y formación
Joseba nació 10 de mayo de 1958, en Bilbao, País Vasco, España.  
Realizó su formación secundaria en el Colegio Calasancio, de Bilbao. Al terminar su formación secundaria, descubrió su vocación religiosa y eso le llevó a ingresar en el Seminario Diocesano de Bilbao, donde realizó sus estudios eclesiásticos. 
Obtuvo la licenciatura en Psicología e hizo un doctorado en Teología, por la Universidad de Deusto; cuya tesis fue publicada en 1991 con el título «La guerra imposible».
De 1992 a 1996 residió en los Estados Unidos donde realizó estudios de doctorado en Economía por el Boston College.

## Sacerdocio
Fue ordenado sacerdote en 1985 en la diócesis de Bilbao, donde ha desempeñado gran parte de su servicio pastoral. Como sacerdote, ocupó diversos cargos de responsabilidad dentro de la diócesis de Bilbao. Acompañó a las comunidades cristianas de Baracaldo y San Ignacio de Deusto; fue vicario parroquial, párroco in solidum en diversas iglesias, delegado episcopal para Cáritas Diocesana, delegado diocesano de Pastoral Social y miembro del Consejo Pastoral Diocesano. 
Durante unos doce años (2006-2017) estuvo destinado en Ecuador. Allí durante nueve años (2006-2014), colaboró en el desarrollo de Cáritas Ecuador desde la Conferencia Episcopal ecuatoriana, con sede en Quito. Posteriormente trabajo tres años en la diócesis de Riobamba, como párroco de Chambo, responsable financiero de la diócesis y delegado del obispo monseñor Julio Parrilla, en el Hospital Andino de Chimborazo.
A su regreso a Bilbao en septiembre de 2017, asumió las parroquias de Ocharcoaga y Churdínaga. En abril de 2018, fue elegido vicario general de Bilbao, asumiendo dicho cargo el 18 de septiembre de ese año.

## Episcopado

### Obispo auxiliar de Bilbao
El día 12 de febrero de 2019, el papa Francisco lo nombró obispo auxiliar de la diócesis de Bilbao y obispo titular de Basti. Su consagración episcopal se celebró el 6 de abril de 2019, en la catedral basílica de Santiago en Bilbao.
En junio de 2019 presidió la consagración de la nueva iglesia de Nuestra Señora de Begoña de la localidad de Almáciga en Santa Cruz de Tenerife.

### Obispo de Bilbao
El 5 de diciembre de 2020 fue elegido administrador diocesano sede vacante de Bilbao; y el 11 de mayo de 2021 fue nombrado obispo de Bilbao. El 3 de julio de 2021, en la catedral de Santiago (Bilbao) tomó posesión de la diócesis de Bilbao, acompañado por el nuncio Bernardito Auza, y más de veinte obispos, arzobispos y cardenales.
En la Conferencia Episcopal Española es, desde marzo de 2024, presidente de la Comisión Episcopal para las Misiones y la Cooperación con las Iglesias.